# Colin Gregg
Colin Gregg est un réalisateur et scénariste britannique né en 1947 à Cheltenham en Angleterre (Royaume-Uni).

## Filmographie

### Comme réalisateur
- 1979 : Begging the Ring (TV)
- 1981 : The Trespasser (TV)
- 1982 : Remembrance
- 1983 : To the Lighthouse (TV)
- 1985 : Lamb
- 1986 : Hard Travelling (TV)
- 1988 : We Think the World of You (TV)
- 1989 : The Paradise Club (série télévisée)
- 1990 : Drowning in the Shallow End (TV)
- 1991 : Shrinks (série télévisée) (4 épisodes 1x02-03-06-07)
- 1992 : Inspector Morse (série télévisée) (2 épisodes)
- 1992 : The Guilty (téléfilm)
- 1993 : A Statement of Affairs (minisérie)
- 1994 : Pie in the Sky (série télévisée) (4 épisodes)
- 1995 : Peak Practice (série télévisée) (6 épisodes)
- 1995 : The Vet (série télévisée)
- 1996 : Les Piégeurs (série télévisée) (7 épisodes)
- 1996 : Kavanagh (Kavanagh Q.C.) (série télévisée) (3 épisodes)

### Comme producteur
- 1981 : The Trespasser (TV)
- 1982 : Remembrance